# Magyardombegyház
Magyardombegyház (ehemals Reformátusdombegyház) ist eine ungarische Gemeinde im Kreis Mezőkovácsháza im Komitat Békés.

## Geografische Lage
Magyardombegyház liegt 34 Kilometer südlich des Komitatssitzes Békéscsaba und 12,5 Kilometer südöstlich der Kreisstadt Mezőkovácsháza. Nachbargemeinden sind Kisdombegyház und Kunágota.

## Geschichte
Im Jahr 1913 gab es in der damaligen Kleingemeinde 90 Häuser und 493 Einwohner auf einer Fläche von 55 Katastraljochen. Sie gehörte zu dieser Zeit zum Bezirk Battonya im Komitat Csanád.

## Sehenswürdigkeiten
- Reformierte Kirche
- Weltkriegsdenkmal (I.–II. világháborús emlékmű)

## Verkehr
Durch Magyardombegyház verläuft die Landstraße Nr. 4442. Es bestehen Busverbindungen nach Kunágota und über Kisdombegyház und Dombegyház nach Battonya. Die nächstgelegenen Bahnhöfe befinden sich südlich in Battonya und nordöstlich in Lőkösháza.